# On A Night Like This
On A Night Like This è un singolo della cantante australiana Kylie Minogue, pubblicato nel 2000 ed estratto dall'album Light Years.

## Formati
Questi sono i formati e le tracklist delle principali pubblicazioni del singolo "On A Night Like This":

### Australia CD 1(MUSH019722)
1. "On A Night Like This" - 03:32
2. "On A Night Like This" [Rob Searle Mix] - 07:58
3. "On A Night Like This" [Motiv8 Nocturnal Vocal Mix] - 07:31
4. "On A Night Like This" [Bini and Martini Club Mix] - 06:34
5. "On A Night Like This" [Video]

### UK CD 1(CDRS6546)
1. "On A Night Like This" - 03:32
2. "Ocean Blue" - 04:22
3. "Your Disco Needs You" [Almighty Mix] - 08:22
4. "On A Night Like This" [Enhanced Video]

### Europa CD 1/Australia CD 2(MUSH019725)
1. "On A Night Like This" - 03:32
2. "Ocean Blue" - 04:22
3. "Your Disco Needs You" [Almighty Mix] - 08:22
4. "On A Night Like This" [Halo Mix] - 08:05

### UK CD 2(CDR6546)
1. "On A Night Like This" - 03:32
2. "On A Night Like This" [Rob Searle Mix] - 07:58
3. "On A Night Like This" [Motiv8 Nocturnal Vocal Mix] - 07:31

### Europa CD 3(EMI 8.893.360)
1. "On A Night Like This" - 03:32
2. "On A Night Like This" [Rob Searle Mix] - 07:58
3. "On A Night Like This" [Video]

## Esecuzioni nei tour
- On a Night like This Tour (2001)
- Fever Tour (2002)
- Showgirl Tour (2005)
- Showgirl Homecoming Tour (2006)
- X2008 Tour (2008)
- Aphrodite:Les Folies (2011)
- Kiss Me Once Tour (2015)
- Golden Tour (2019)

Il brano fa anche parte della setlist dello show "Money Can't Buy" realizzato nell'Hammersmith Apollo di Londra nel 2003 per promuovere l'album Body Language.